# Menesia longitarsis
Menesia longitarsis es una especie de escarabajo longicornio del género Menesia, categorizada en la tribu Saperdini, de la subfamilia Lamiinae. Fue descrita por Breuning en 1954.

## Descripción
Mide 6 mm de longitud. El período de actividad en adultos se presenta en noviembre.

## Distribución
Se distribuye por Malasia e Indonesia (Borneo, Sumatra).